# Žižmond
Žižmond je priimek več znanih Slovencev:
- Egon Žižmond (*1950), ekonomist
- Franc Žižmond (1918–1987), kapelnik in glasbeni pedagog
- Milojka Žižmond Kofol (*1948), pisateljica